# シドニー号事件
シドニー号事件（シドニーごうじけん）は、日清戦争のとき、日仏2国間で問題となった事件。中立国船舶の乗客である中立国人が戦時禁制人として逮捕され、戦時国際法上の一例となった。
明治27年10月、日清戦争のさなか、ワイルド、カメロンとそれぞれ称するアメリカ人2名が、在ワシントンの清国公使館員とともに「ゲーリック」の乗客として横浜に寄港した。
彼らは水雷の製造者で。日本海軍を攻撃する意図をもって清国政府との契約により渡中する旨の報がつたえられたから、日本官憲は同船を臨検したところ、2名は既にフランスと極北諸港間の航路に就航するフランス船「シドニー」に移乗し、神戸経由上海に行こうとしていた。
日本海軍は、神戸において同船を臨検し、物的証拠を得たから、2名を戦時禁制人として逮捕し、同船を解放した。
本件に関しては船長ならびにフランス領事の抗議を受け、国際法学者の間にも種々、論議があったが、要するに、本件は、ただ敵国のために軍事上の任務に従事するもののみならず、従事しようとする企図のあるものをも処分する例を開いたものとなった。